# Tom Pettings Hertzattacken
Tom Pettings Hertzattacken war eine österreichische Rockband, die 1980 von Eberhard Forcher gegründet wurde und die 1983 mit Bis zum Himalaya einen Austropop-Hit landen konnte. Der Name der Band erfolgte in Anlehnung an die US-amerikanischen Band Tom Petty & the Heartbreakers.

## Geschichte
Die Band wurde 1980 gegründet, und innerhalb einer Woche stand sowohl die Band als auch der erste Auftritt im Amerlinghaus in Wien.
Bereits im Juni 1980 war die Band mit Tonight auf der Sampler-EP Donaustrand vertreten und im Jahr darauf mit Radio Radio auf der Kompilation Wienmusikk des Labels Schallter und mit All That I Can Feel Is Not for Real auf U4 Live.
1982 erschien dann das erste Album Tom Pettings Hertzattacken mit der Single Endlich im Radio und im Jahr darauf folgte das zweite Album Parties nach Zwölf mit der Single Bis zum Himalaya, welches allerdings der einzige wirkliche Hit (und die einzige Chartplatzierung) der Band bleiben sollte.
1985 löste sich die Band auf, nachdem man noch das Album Echo der Liebe unter dem Namen Tom Petting & die Silhouetten veröffentlicht hatte.

## Diskografie
| Singles | Singles                       | Singles              | Singles                              |
| Jahr    | Bandname                      | Titel                | Anmerkungen                          |
| ------- | ----------------------------- | -------------------- | ------------------------------------ |
| 1982    | Tom Pettings Hertzattacken    | Endlich im Radio     | c/w Stock im Eisen                   |
| 1982    | Tom Pettings Hertzattacken    | Natalie              | c/w Kalte Zeiten                     |
| 1983    | Tom Pettings Hertzattacken    | Bis zum Himalaya     | c/w Nichts wie weg hier              |
| 1983    | Tom Pettings Hertzattacken    | Televisionen         | c/w Ohne di                          |
| 1983    | Tom Pettings Hertzattacken    | Alles oder nichts    | c/w Alles oder nichts (Instrumental) |
| 1985    | Tom Petting & die Silhouetten | Echo der Liebe       | c/w Das einzige Spiel in der Stadt   |
| 1985    | Tom Petting & die Silhouetten | Ein Stück vom Himmel | c/w Es kann uns nichts geschehen     |

| LPs  | LPs                           | LPs                        |
| Jahr | Bandname                      | Titel                      |
| ---- | ----------------------------- | -------------------------- |
| 1982 | Tom Pettings Hertzattacken    | Tom Pettings Hertzattacken |
| 1983 | Tom Pettings Hertzattacken    | Parties nach Zwölf         |
| 1985 | Tom Petting & die Silhouetten | Echo der Liebe             |